# Michael Schwarzmann
Michael Schwarzmann (Kempten, 7 de enero de 1991) es un ciclista profesional alemán que corre para el equipo Israel-Premier Tech.

## Palmarés
2009
- 1 etapa del Regio-Tour

2016
- 1 etapa del Tour de Azerbaiyán[1]

## Resultados en Grandes Vueltas
| Carrera | Carrera         | 2010 | 2011 | 2012 | 2013 | 2014 | 2015 | 2016  | 2017  | 2018  | 2019  | 2020  | 2021 | 2022  | 2023 | 2024 |
| ------- | --------------- | ---- | ---- | ---- | ---- | ---- | ---- | ----- | ----- | ----- | ----- | ----- | ---- | ----- | ---- | ---- |
|         | Giro de Italia  | —    | —    | —    | —    | —    | —    | —     | —     | —     | 114.º | —     | —    | 133.º | —    | —    |
|         | Tour de Francia | —    | —    | —    | —    | —    | —    | —     | —     | —     | —     | —     | —    | —     | —    | —    |
|         | Vuelta a España | —    | —    | —    | —    | —    | —    | 157.º | 154.º | 150.º | —     | 122.º | —    | —     | —    | —    |

—: no participa

Ab.: abandono

## Equipos
- NetApp/Bora (2010-2021)
  - NetApp (2010-2012)
  - NetApp-Endura (2013-2014)
  - Bora-Argon 18 (2015-2016)
  - Bora-Hansgrohe (2017-2021)
- Lotto (2022-2023)
  - Lotto Soudal (2022)
  - Lotto Dstny (2023)
- Israel-Premier Tech (2024-)